# 垂井郵便局
垂井郵便局（たるいゆうびんきょく）は岐阜県不破郡垂井町にある郵便局。民営化前の分類では集配普通郵便局であった。

## 概要
住所：〒503-2199 岐阜県不破郡垂井町追分2311-5
民営化直前の集配業務再編において、多くの集配普通郵便局は統括センターとなったが、当局は配達センターとされたため、民営化後も郵便事業株式会社の支店は併設されず、集配センターが併設された。

## 沿革
- 1872年4月17日（明治5年3月10日） - 垂井郵便取扱所として開設[1]。
- 1875年（明治8年）1月1日 - 垂井郵便局（五等）となる。
- 1880年（明治13年） - 為替取扱を開始。
- 1881年（明治14年） - 貯金取扱を開始。
- 1899年（明治32年）12月21日 - 垂井郵便電信局となる。
- 1903年（明治36年）4月1日 - 通信官署官制の施行に伴い垂井郵便局となる。
- 1955年（昭和30年）9月1日 - 表佐郵便局から電報配達事務の取扱を移管[2]。
- 1967年（昭和42年）5月13日 - 電話交換および和文電報配達業務を、垂井電報電話局に移管。
- 1971年（昭和46年）6月 - 局舎新築落成。
- 1977年（昭和52年）3月1日 - 特定郵便局から普通郵便局に局種別改定。
- 2000年（平成12年）8月14日 - 外国通貨の両替および旅行小切手の売買に関する業務取扱を開始。
- 2007年（平成19年）3月26日 - 関ケ原郵便局から「503-15xx」区域の集配業務を移管[3]。
- 2007年（平成19年）10月1日 - 民営化に伴い、併設された郵便事業大垣支店垂井集配センターに一部業務を移管。
- 2012年（平成24年）10月1日 - 日本郵便株式会社発足に伴い、郵便事業大垣支店垂井集配センターを垂井郵便局に統合。

## 取扱内容
- 郵便、印紙、ゆうパック、内容証明
- 貯金、為替、振替、振込、国際送金、国債、投資信託
- 生命保険、バイク自賠責保険、自動車保険
- ゆうちょ銀行ATM
- 「503-21xx」区域（不破郡垂井町の全域）および「503-15xx」区域（不破郡関ケ原町の全域）の集配業務

## 周辺
- 垂井町役場
- 国道21号
- 相川

## アクセス
- JR東海道本線 垂井駅から北へ約700m（徒歩約8分）
- 名神高速道路 関ヶ原ICから北東へ約7km
- 駐車場あり：10台